# Kalefeld
Kalefeld è un comune di 7.025 abitanti della Bassa Sassonia, in Germania.
Appartiene al circondario (Landkreis) di Northeim (targa NOM).